# Суматра (бронепалубен крайцер, 1890)
Суматра (на нидерландски: HNLMS Sumatra) е малък бронепалубен крайцер на Кралския флот на Нидерландия. Първия бронепалубен крайцер на флота. Името на кораба идва от остров Суматра, Холандска Източна Индия, днес Индонезия.

## Проектиране и конструкция
Проектът на кораба представлява умалена версия на „Есмералда“ (построен през 1883 бронепалубен крайцер от британската фирма „Армстронг“ за флота на Чили), а като размери е най-близо до китайския крайцер „Цзиюан“ (1883), построен в Германия.
Суматра има 210 mm оръдие, което е монтирано на носа и 150 mm оръдие на кърмата И двете са защитени от щитове. 120 mm оръдия са монтирани по бордовете в спонсони. Развитие на кораба, с по-голяма водоизместимост и по-силно въоръжение е крайцерът „Кьониген Вилхемина дер Нидерланден“, който е близък по конструкция на японските кораби от типа „Мацушима“.Тези кораби съдържат в себе си концепцията на малки съдове, които всеки флот може да си позволи, с оръдия голям калибър, които до известна степен могат да се противопоставят на първокласните кораби на големите флоти.

## Коментари
1. ↑  Префиксът „HNLMS“ е от на английски: His/Her Netherlands Majesty's Ship (Кораб на Негово/Нейно Величество), който е международен. ВМС на Нидерландия използват за своите кораби префиксите „Zr.Ms.“ (на нидерландски: Zijner Majesteits или His Majesty's), когато управлява крал, и „Hr.Ms.“ (на нидерландски: Harer Majesteits или Her Majesty's), когато управлява кралица. Смяната на префикса става автоматично при короноването на нов владетел.